# Элишама
Элишама (ивр. אֱלִישָׁמָע‎) — мошав в центральном округе Израиле. Расположен на равнине Шарон недалеко от Ход-ха-Шарона и Кфар-Сабы. Подпадает под юрисдикцию регионального совета Дром-ха-Шарон. В 2020 году его население составляло 1 200 человек.

## История
Мошав был основан в 1950 году еврейскими беженцами из Триполи (в современной Ливии). Он был назван в честь танахического персонажа Элишамы бен Аммихуда, вождя колена Ефремова (Чис. 10:22).

## Галерея

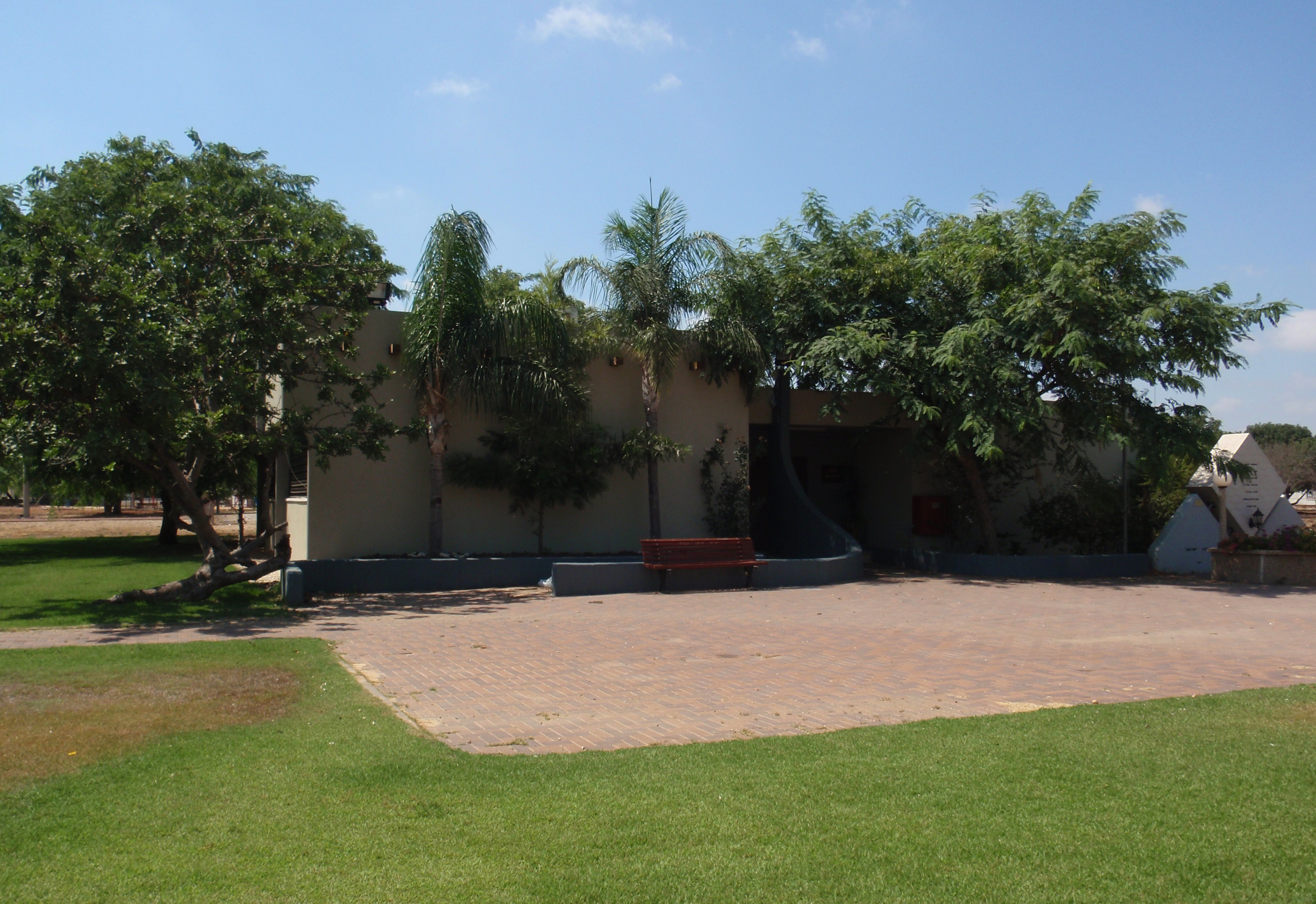
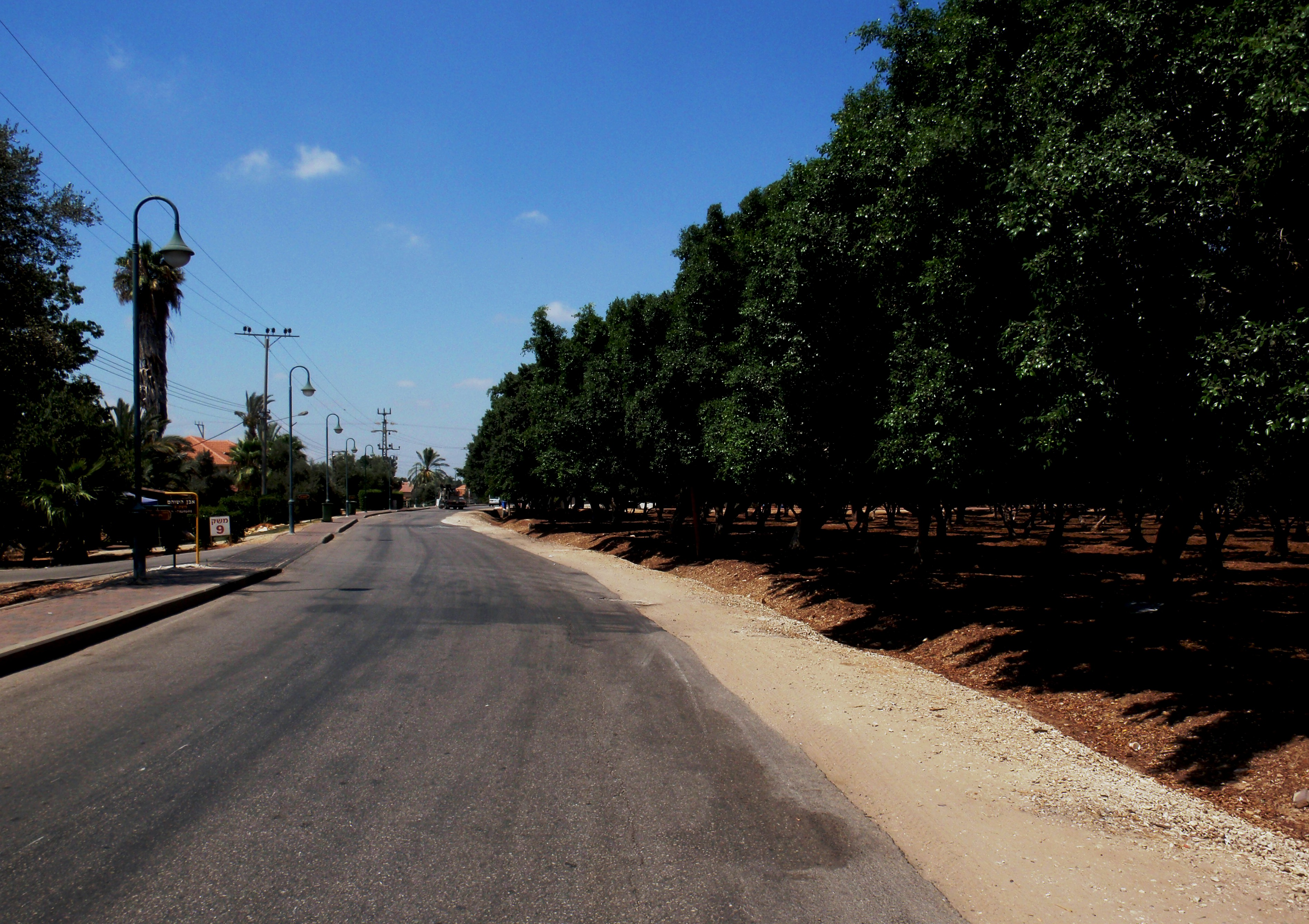
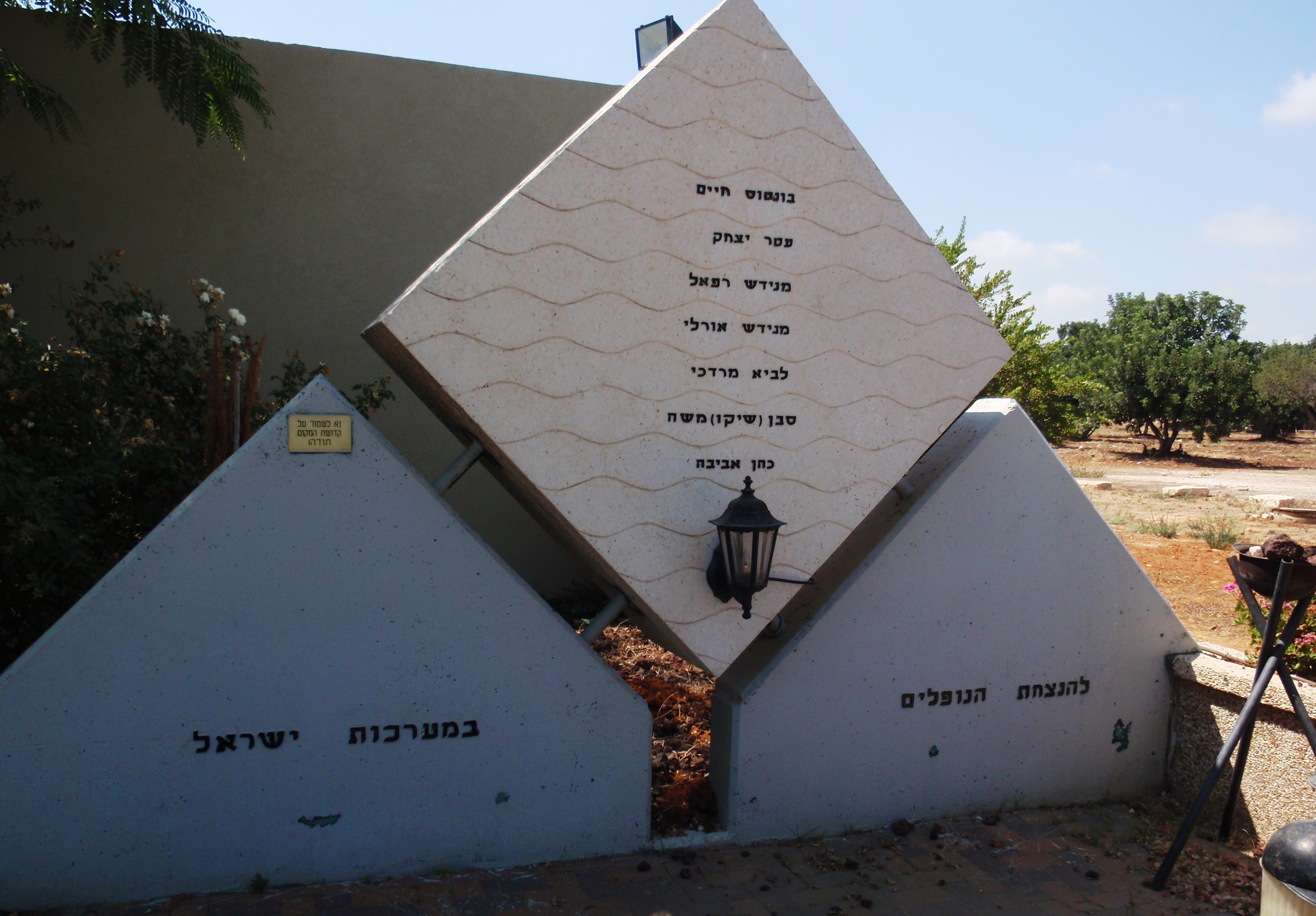
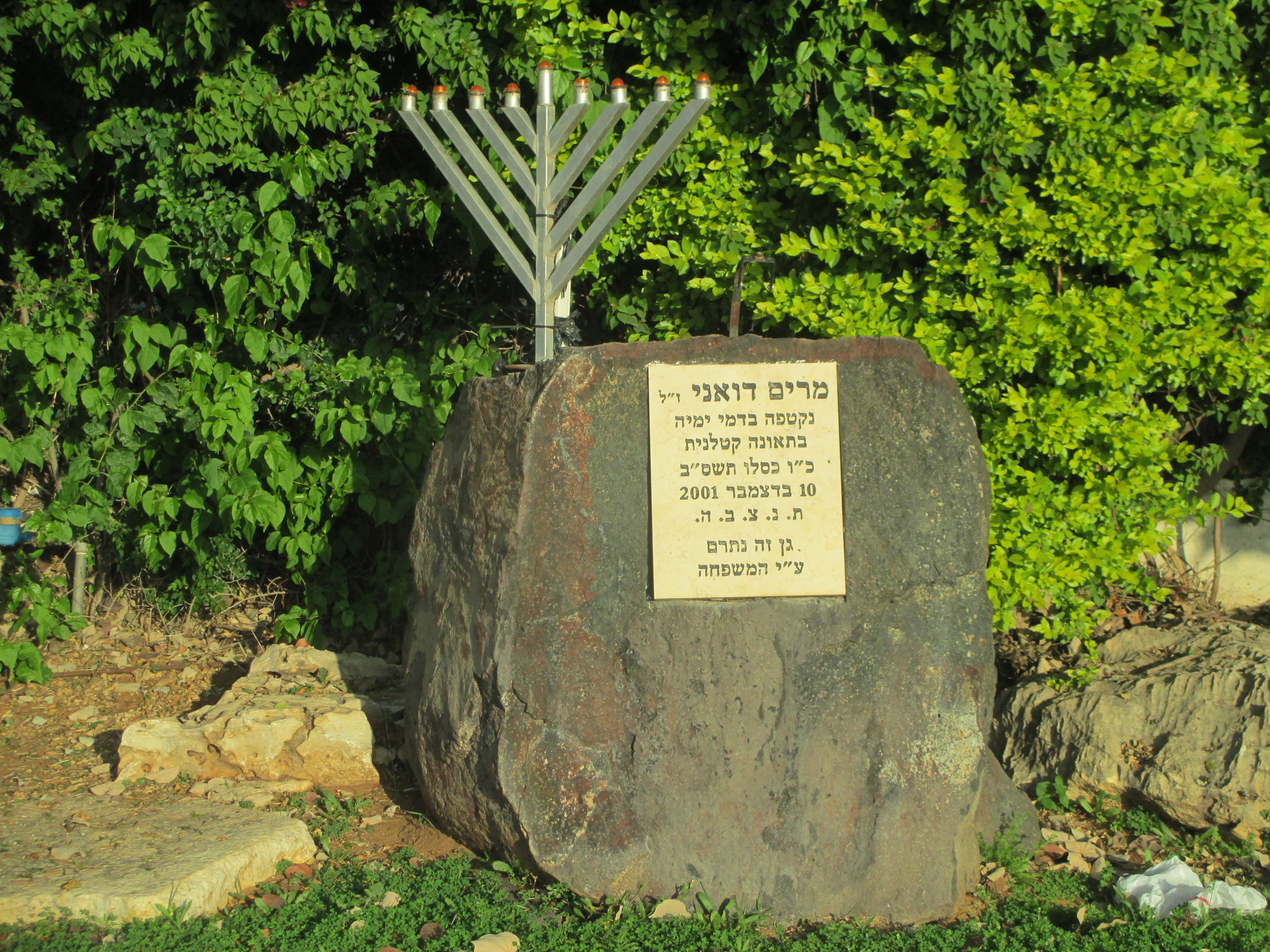

## Население
По данным Центрального статистического бюро Израиля, население на начало 2020 года составляло 1 200 человек.